# Ceinos de Campos
Ceinos de Campos település Spanyolországban, Valladolid tartományban.  Lakosainak száma 172 fő (2024).

## Népesség
A település népessége az utóbbi években az alábbiak szerint változott:
| Lakosok száma | 273  | 278  | 283  | 256  | 261  | 252  | 228  | 211  | 197  | 172  |
|               | 2001 | 2004 | 2007 | 2009 | 2012 | 2014 | 2017 | 2019 | 2022 | 2024 |